# توپ مروارید

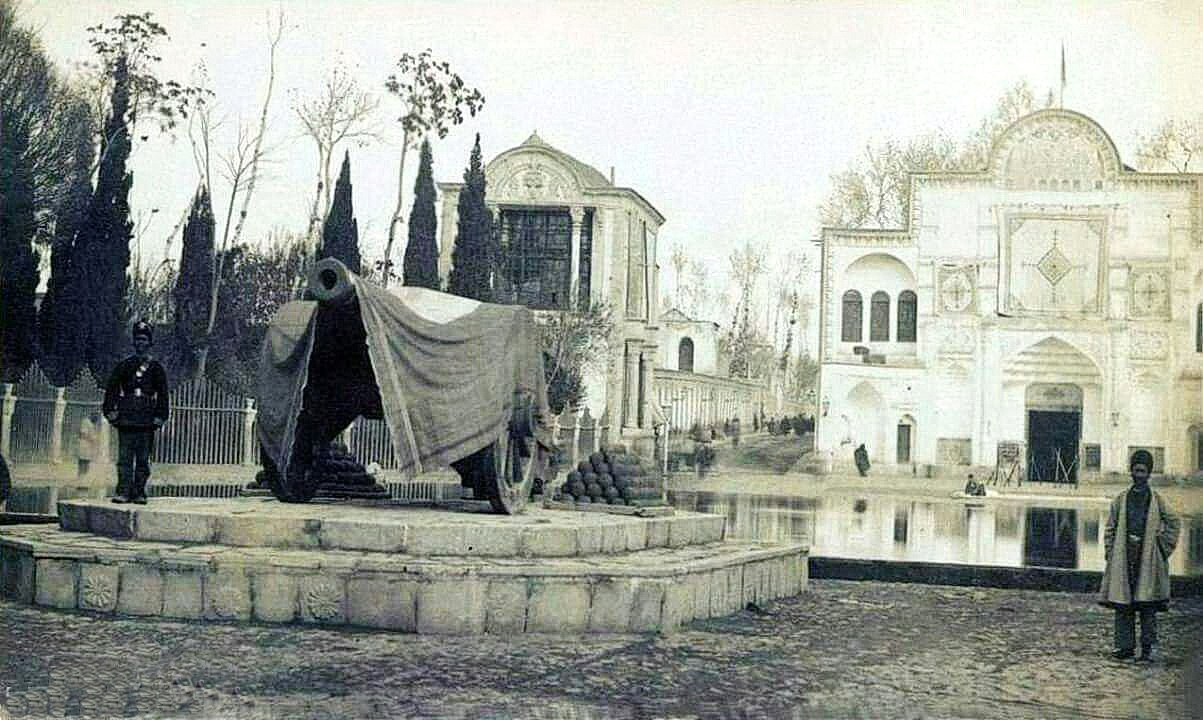
توپ مرواری در میدان ارگ تهران در عهد ناصری

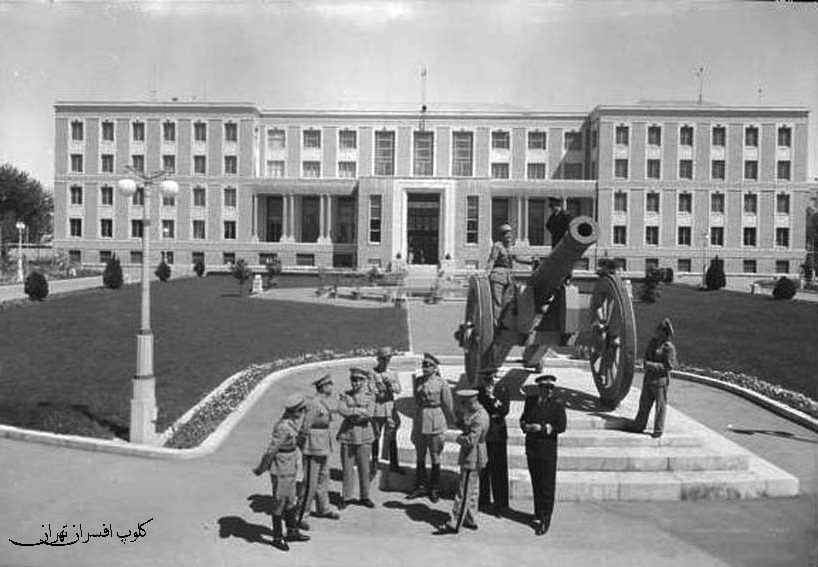
توپ مرواری در برابر باشگاه افسران وزارت جنگ در میدان مشق تهران

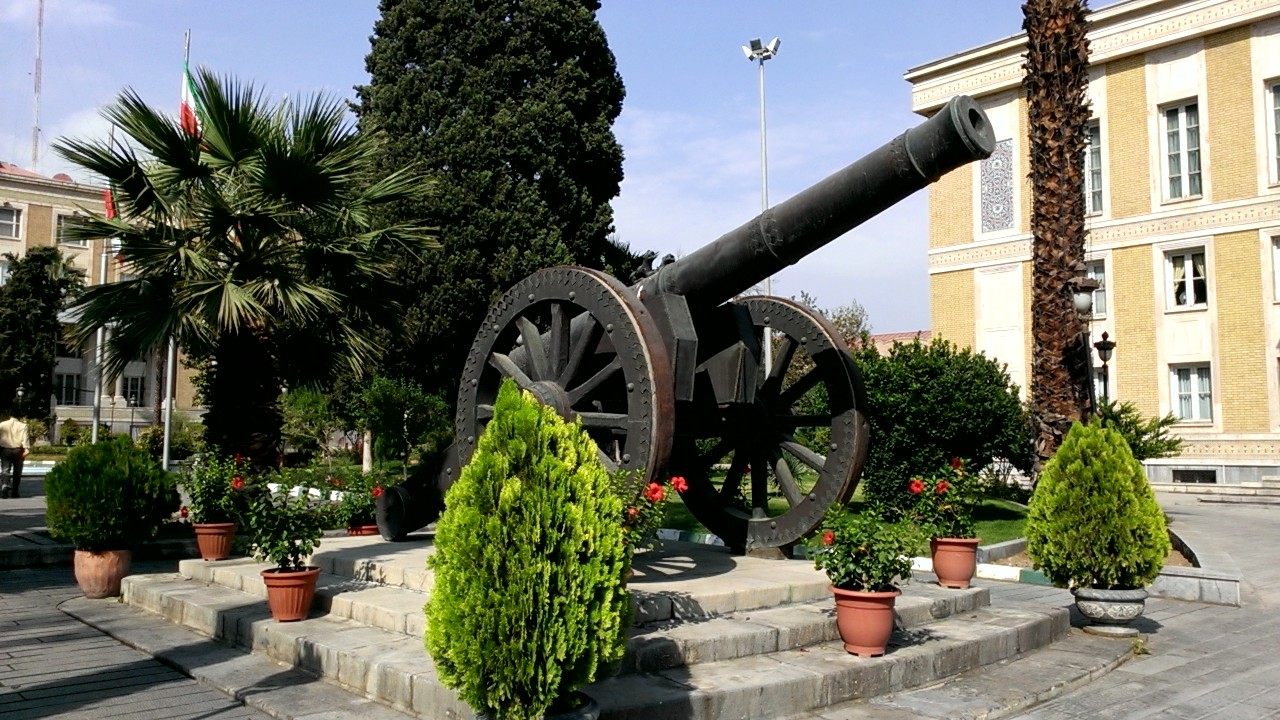
توپ مرواری در وزارت امور خارجه

توپ مروارید، یک توپ نظامی بزرگی بوده که در میدان ارگ تهران قدیم، روبروی نقاره‌خانه قدیم جای گرفته بود. این توپ بعدها به محوطه ساختمان باشگاه افسران وزارت جنگ (ساختمان کنونی شماره ۷ وزارت خارجه) در شمال میدان مشق تهران جابجا شد.

## نامگذاری
وجه تسمیه این توپ معلوم نیست اما برخی (کتیرائی، ۱۳۷۸) علت نامگذاری را چند رشته مروارید ذکر کرده‌اند که به دهانه توپ آویزان بوده‌است. نوشته برجسته حک شده در داخل ترنج روی توپ نام سازنده آن را یک ریخته‌گر نامدار اصفهانی به نام استاد اسماعیل ریخته‌گر و سال ساخت آن را ۱۲۳۳ قمری به دستور فتحعلی شاه قاجار ذکر کرده‌است. این توپ هم‌اکنون در مدخل ساختمان شماره هفت وزارت امور خارجه قرار دارد.

## فرهنگ شفاهی
دربارهٔ این این توپ داستان‌های بسیاری روایت شده‌است. از جمله این که شاه عباس آن را از پرتغالی‌ها در جزیره هرمز به غنیمت گرفته یا این که به دستور کریم خان زند در شیراز ساخته شده یا حتی در منابع دیگری آمده است که نادر شاه آن را از هندوستان به ایران آورده است.
این توپ در فرهنگ عامه حائز اهمیت بوده‌است به نحوی که در دوران قاجار خرافات بسیاری پیرامون آن شکل گرفت و مردم برای گرفتن حاجتهای خود به آن توسل می‌جستند.رواج خرافاتی از این قبیل، باعث شده بود عده ای از زنان و دختران، به نیت حاجت روایی و بخت گشایی به دورش جمع شوند و به آن دخیل ببندند، بخصوص در شبهای بیست و هفتم ماه رمضان و شبهای قدر، در شب چهارشنبه سوری نیز زنان و دختران پول و شیرینی و کله قند به نگهبانان توپ می دادند تا در اجرای مراسمشان آزاد باشند.
به نقل از یک روزنامه آمریکایی، به علت احترامی که ماموران دولت و مردم برای این توپ قائل بودند، از دستگیری مجرمانی که در سایه این توپ بست می نشستد خودداری می کردند و منتظر می شدند که مجرمین از درد گرسنگی تسلیم شوند. 
جعفر شهری در کتاب طهران قدیم آورده است: 
 «...دخترها و بیوه زن ها به طرف توپ مروارید که توپی مفرغی بزرگ بر روی دو چرخ و بر بالای سکوئی بود و در جای پیکره فعلی میدان ارک، مقابل وزارت اطلاعات، قرار داشت، رو می آوردند و جهت بخت گشایی از زیر آن رد شده، بر لوله سوار می شدند و سر می خوردند و این کار را مجرب ترین عملی می دانستند که با آن تا سال دیگر به خانه شوهر می روند و اشعاری از این قبیل داشتند که دو بیتی اول آن را هنگام سوار شدن و سر خوردن و دو بیتی دوم را موقع دخیل بستن می خواندند: 
»
| ای توپ تن طلایی، از غم بده رهایی   |  | بختی جوون و نون دار، روزی بکن زجایی   |
| ای توپ چاره ها کن، کارم گره گشا کن |  | صد تا گره به هر نخ، من می زنم تو واکن |

صادق هدایت کتاب توپ مرواری را در انتقاد از خرافات رایج میان مردم در باره این توپ باتوجه به اوضاع سیاسی و اجتماعی آن دوره نوشت.

## منبع
1. 1 2  «توپی‌که‌مردم‌ازآن‌حاجت‌می‌خواستند». فردا. ۷ خرداد ۱۳۹۲. دریافت‌شده در ۲۷ اردیبهشت ۱۳۹۳.
2. ↑  سوسن فرهنگی. «توپ مروارید». دانشنامه جهان اسلام. بایگانی‌شده از اصلی در ۱۶ مارس ۲۰۱۴. دریافت‌شده در ۲۶ اسفند ۱۳۹۰.
3. ↑  «Image 21 of New-York tribune (New York [N.Y.]), July 19, 1908». Library of Congress, Washington, D.C. 20540 USA. دریافت‌شده در ۲۰۲۱-۱۰-۱۱.